# 淮鹽
淮鹽，又稱五香淮鹽、五香鹽，是食鹽的一種，起源自中國江蘇淮河南北两侧的沿海一帶的两淮盐场。

## 製法
是將一般食鹽加入五香粉後將水分炒乾即成。不少人在吃油炸食物時，都會沾一點淮鹽進食。